# Stabil
Stabil was een Belgisch merk van motorfietsen. De motorfietsen werden van 1931 tot 1933 geproduceerd door Ph. Depré-Heerinckx in Tienen.
Stabil begon zijn motorfietsproductie precies in de crisisjaren. Men maakte weliswaar betaalbare, lichte motorfietsjes met 98- en 123 cc Villiers-inbouwmotoren en Albion-versnellingsbaken, maar al in 1933 moest men de productie staken.